# Orașul nud
The Naked City (după unele surse Orașul fără mască) este un film noir regizat de Jules Dassin în 1948. Bazat pe o povestire de Malvin Wald, filmul prezintă investigațiile poliției ca urmare a uciderii unei fete tinere care lucra ca model în lumea modei.
Filmul a primit două premii Oscar, Premiul Oscar pentru cea mai bună imagine pentru William H. Daniels și Premiul Oscar pentru cel mai bun montaj pentru Paul Weatherwax. În 2007, The Naked City a fost ales pentru conservare în Registrul Național de Film de către Biblioteca Congresului, fiind considerat important din punct de vedere "cultural, istoric sau estetic".

## Distribuție
- Barry Fitzgerald ca  Detectiv Lt. Dan Muldoon
- Howard Duff ca Frank Niles
- Dorothy Hart ca Ruth Morrison
- Don Taylor ca Detectiv Jimmy Halloran
- Frank Conroy este Cpt. Donahue
- Ted de Corsia ca  Willie Garza
- House Jameson ca Dr. Lawrence Stoneman
- Anne Sargent ca Dna. Halloran
- Adelaide Klein ca Dna. Paula Batory
- Grover Burgess ca Dl. Batory
- Tom Pedi ca Detectiv Perelli
- Enid Markey ca Dna. Edgar Hylton
- Walter Burke ca Pete Backalis
- Virginia Mullen ca Martha Swenson
- Mark Hellinger ca Narator